# Felix Moncla
Felix Eugene Moncla, Jr. (Mansura, 21 de outubro de 1926 — supostamente morto no Lago Superior, em 23 de novembro de 1953) era um piloto dos Estados Unidos que desapareceu misteriosamente enquanto perseguia um OVNI sobre o Lago Superior, evento muitas vezes chamado de Incidente de Kinross, uma vez que Moncla atuava na Base Aérea de Kinross, de onde decolou para nunca mais ser visto.

## História
Felix Moncla nasceu em Mansura, estado de Louisiana, em 21 de outubro de 1926, filho de Felix Moncla (1894-1957), um professor secundário, e Yvonne Beridon Moncla (1900-1961), uma costureira. Era o único filho, pois tinha duas irmãs mais velhas, Leonie e Muriel Ann. Após seu pai ser hospitalizado com problemas de saúde, a família mudou-se para Moreauville, ainda no estado da Louisiana, passando a viver com parentes. Na faculdade, Moncla tornou-se jogador de futebol e diplomou-se bacharel em Ciências. Pouco após graduar-se, alistou-se no Exército dos Estados Unidos, servindo durante os últimos dias da Segunda Guerra Mundial, atuando na luta contra o Japão. Após seu retorno aos Estados Unidos chegou a ingressar em outra faculdade, em Nova Orleans, mas interrompeu os estudos para alistar-se na USAF, atuando como piloto aprendiz na Guerra da Coreia. Após seu retorno aos Estados Unidos, dedicou-se a um serviço burocrático em Dallas, no Texas, sendo posteriormente enviado para uma base aérea em Waco, no mesmo estado. Ali iniciou treinamento para voar em jatos do tipo F-89. Ali, já tendo chegado ao posto de tenente,  casou-se com Bobbie Jean Coleman. Pouco depois foi enviado para a cidade de Panamá, na Flórida, onde sua esposa, Bobbie Jean, deu à luz uma menina. Em seguida, o casal mudou-se para Madison, no estado de Wisconsin. Na data do desaparecimento de Moncla sua filha contava com apenas cinco meses de idade.

## Desaparecimento

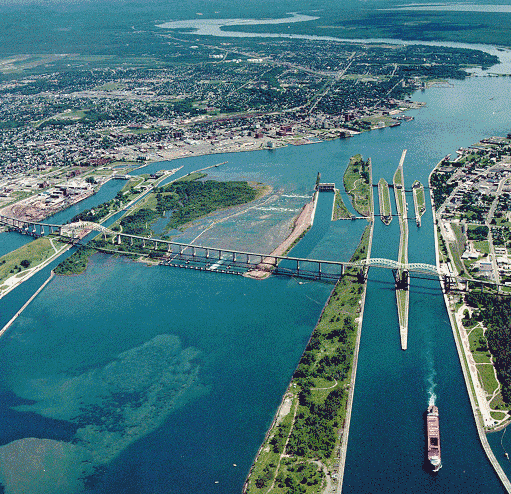
A missão principal da Base Aérea de Kinross era proteger a fronteira dos Estados Unidos com o Canadá na região dos grandes lagos, principalmente a ponte internacional e as eclusas do Sault Ste. Marie (Michigan)/Sault Ste. Marie (Ontário). Foi nessa região que o F-89 Scorpion, tripulado pelos tenentes Moncla e Wilson, desapareceu em novembro de 1953.

Na noite de 23 de novembro de 1953 os operadores de radar do Comando de Defesa Aérea detectaram a aproximação de um estranho objeto, em grande velocidade, nas imediações do Lago Superior, fronteira com o Canadá. Tentativas de entrar em contato com os ocupantes do objeto não obtiveram resposta. Imediatamente decolou um jato F-89 da Base Aérea de Kinross, com a missão de interceptar o objeto. O avião era pilotado por Moncla, tendo como operador de radar o segundo-tenente Robert L. Wilson. Logo após a decolagem do jato o radar operado pelo tenente Wilson apresentou problemas, de modo que ele teve alguma dificuldade para localizar o ponto exato onde encontrava-se o objeto não-identificado. Os tripulantes tiveram de valer-se então de dados transmitidos pelo equipe em terra, a partir de observações feitas com o radar de solo. Então Moncla transmitiu uma mensagem à base, informando que haviam conseguido estabelecer contato visual com o objeto, que era provido de luzes. Para o pessoal em terra, responsável pela leitura dos dados de radar, o jato era visível na forma de um ponto luminoso no monitor do equipamento, bem como o objeto não-identificado. Puderam observar que os dois pontos luminosos (representando o jato e o OVNI) foram aproximando-se cada vez mais. Repentinamente, para espanto do pessoal em terra, os dois pontos simplesmente fundiram num só. Num primeiro momento pensou-se que Moncla havia voado acima ou abaixo do OVNI. Contudo, apenas um ponto luminoso continuou visível, acelerando cada vez mais. Ficava evidente que o jato havia se chocado contra o OVNI ou, por mais que isso pudesse parecer fantasioso, sido capturado em voo por este. Imediatamente foram feitas tentativas de contactar Moncla ou Wilson, mas estes jamais voltaram a responder. O ponto luminoso restante, ainda visível pelo radar, simplesmente acelerou e saiu do alcance do radar.

## Resultados
Imediatamente teve início uma operação de busca e salvamento na região onde o F-89 havia desaparecido. Equipes foram colocadas em terra e sobre as águas do Lago Superior. Mas nenhum destroço do avião e nem seus dois tripulantes, vivos ou mortos, foram localizados. Um piloto de outro jato F-89, voando na região informaria, mais tarde, ter tido a impressão de ouvir alguma transmissão de Moncla cerca de 40 minutos após seu desaparecimento.
Nos dias que se seguiram ao misterioso desaparecimento de Moncla e Wilson, a USAF enviou um representante às suas famílias para dar os pêsames em nome do governo norte-americano, conforme relatado por Donald Keyhoe. O representante enviado à casa da mãe de Moncla lhe disse que infelizmente não haveria como lhe ser entregue o corpo de seu filho, pois o F-89 caíra no Lago Superior e até o momento não fora encontrado. Entretanto, a USAF parece ter feito alguma confusão, pois poucos dias depois um segundo representante foi enviado à casa da mãe de Moncla. Este lhe disse que não haveria como sepultar seu filho porque o F-89 explodira a grande altitude, não tendo sido possível resgatar os restos mortais dos dois tripulantes.
Mesmo não tendo encontrado nenhum destroço do jato de Moncla no Lago Superior ou em terra, a USAF divulgou, num primeiro momento, que o F-89 havia colidido contra uma aeronave da Real Força Aérea Canadense, avião este que invadira o espaço aéreo norte-americano por engano. Contudo, o governo canadense negou veementemente que algum de seus aviões tenha entrado em território americano por engano ou colidido contra algum outro avião, fosse americano ou canadense. Um avião comercial canadense estava em voo na área na noite de 23 de novembro e a USAF prendeu-se, por algum tempo, à versão de que este avião é que fora captado pelo radar. Contudo, o piloto daquele voo, Gerald Fosberg, negou que tivesse no ar no horário em que o F-89 havia decolado. A USAF então mudou sua versão, afirmando que Moncla pode ter tido algum tipo de vertigem, perdendo o controle do jato, que veio a cair. Contudo, surgiu o questionamento de que o tenente Wilson poderia ter assumido o controle do jato no caso de Moncla ter desmaiado. Foi divulgado então que um problema de pressurização na aeronave poderia ter acarretado inconsciência em ambos os tripulantes.
Em 1968 alguns destroços teriam sido encontrados nas imediações da costa oriental do Lago Superior, sendo atribuídos ao F-89 de Moncla e Wilson. Contudo, até mesmo a informação de que os destroços foram realmente encontrados nunca foi devidamente confirmada. Em agosto de 2006 surgiu a história de que uma companhia de mergulho havia encontrado, finalmente, o F-89 a grande profundidade, sob as águas do Lago Superior. Contudo, quando jornalistas e ufólogos tentaram conseguir informações mais detalhadas do caso, ficou evidente que a história da descoberta do jato não era verdadeira. Até a atualidade nenhum destroço ou restos mortais dos pilotos foram encontrados, não tendo sido possível também determinar com segurança o que aconteceu na noite de 23 de novembro de 1953.